# Мавзолей Айранбая
Мавзолей (кумбез) Айранбая (каз. Айранбай күмбезі) — памятник архитектуры XIX века, расположенный в Улытауском районе Улытауской области в 35 км к югу от села Бетбулак на правом берегу реки Сары-Кенгир. Построен в 1870 году. В 1982 году мавзолей Айранбая был включён в список памятников истории и культуры Казахской ССР республиканского значения и взят под охрану государства.

## Архитектура
Продольно-поперечные размеры мавзолея 8,30×9,75 м, общая высота 6 м.
Мавзолей Айранбая представляет собой пятикупольное здание с конструкцией стен, выполненных из сырцового кирпича и облицованных изнутри и снаружи обожжённым кирпичом. В плане мавзолей крестообразной формы со скошенными углами.
Имеется небольшой цоколь в два ряда кирпичной кладки. Фасады декорированы фигурной ромбовидной кладкой, составленной из светлых и тёмных обожжённых кирпичей. Здание опоясывает фриз с несложным орнаментом. Главный фасад с двойным рядом фриза приподнят на 70 см выше остальных и образует своеобразный портал.
Сооружение завершается группой объёмов из пяти куполов, среди которых центральный отличается наиболее крупными размерами. Карниз декорирован гофрированным кирпичом. Вход в мавзолей представляет собой узкий невысокий коридор с двуся неглубокими нишами с двух наружных сторон, перекрытые клинчатой кладкой. Конструктивный переход к кругу купола осуществлён скошенными углами здания и четырьмя полуциркульными арками, разделяющими помещение на пять частей. Куполы выложены методом ложного свода, снаружи облицованы трапециевидными кирпичами.
Для декора карнизов и плоскости фасадов использованы лекальные кирпичи.